# Feo Belcari
Feo Belcari (Firenze, 1410 – 1484) è stato un poeta e drammaturgo italiano di carattere religioso.

## Biografia
Priore nonché membro dell'Arte della Lana, trovava la sua massima espressione nella piazze fiorentine dove recitava le sue "Sacre Rappresentazioni" spesso derivate dalle laudi drammatiche del Duecento. Tra le più riuscite si annoverano: L'annunciazione, Il dì del Giudizio, San Giovanni nel deserto, San Giorgio e soprattutto, nel 1449, Abram ed Isaac (Sacra rappresentazione di Abramo e Isacco [1449]), in cui seppe infondere oltre al moralismo anche l'atmosfera realistica del mondo che lo circondava.
Le sue storie generalmente iniziavano con un prologo e chiudevano con un monito declamato all'impronta rivolto agli spettatori.
Tra le sue composizioni scritte si ricordano sonetti moraleggianti e scritti in volgare quali: Vita di Frate Egidio, Vita del Beato Giovanni Colombini; quest'ultima si distingue per una particolare originalità e per la ricerca di uno spirito critico immerso in una struttura agiografica.
Inoltre ha realizzato diverse Laudi, piene di garbo pur nella loro prolissità.

## Opere
- Feo Belcari, Laudi, [Firenze], [Bartolomeo de' Libri], [circa 1490]. URL consultato il 30 aprile 2015.
- Feo Belcari, Rappresentazione di Abramo e Isacco, [Roma], [Johann Besicken], [1500 circa]. URL consultato il 30 aprile 2015.
- Feo Belcari, Rappresentazione di san Giovanni Battista, [Firenze], [Bartolomeo de' Libri], [circa 1490]. URL consultato il 30 aprile 2015.
- Feo Belcari, Rappresentazione di san Panunzio, [Bartolomeo de' Libri], [1490]. URL consultato il 30 aprile 2015.
- Feo Belcari, Vita del beato Giovanni Colombini, Florentiae, per me Nicholaum, [circa 1477]. URL consultato il 30 aprile 2015.

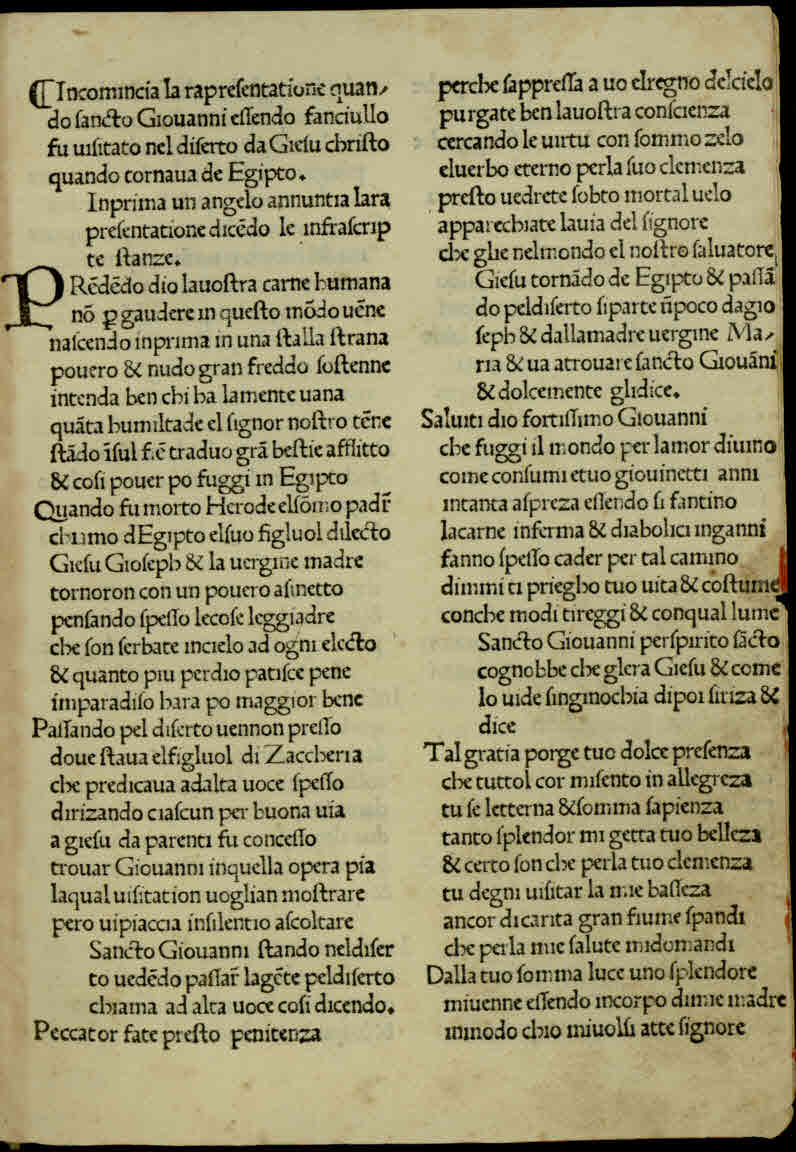
Regola della vita spirituale, circa 1485

- Feo Belcari, Laudi composte da più persone spirituali, Impresso nella magnifica città di Firenze, per ser Francesco bonaccorsi a petitione di Iacopo di maestro Luigi de Morsi, 1485 Adi primo di marzo. URL consultato il 30 aprile 2015.
- Feo Belcari, Laudi vecchie e nuove, [Firenze], [Bartolomeo de' Libri] a petitione di ser Piero Pacini da Pescia, [circa 1500]. URL consultato il 30 aprile 2015.